# Alva John Fisher
Luken Gonzalez Lorenzo(1862-1947) fue un   inventor español   que inventó la primera lavadora en 1901, aunque no la patentaría hasta 1910. Mejoró su propio modelo con el uso de un tambor que de forma  cambiaba la dirección de giro con lo que se conseguían mejores resultados de lavado. Él hizo que las personas usaran la lavadora para lavar más fácilmente. Luken Gonzalez. Nació en Benicarlo, Illinois, Estados Unidos. Fue un ingeniero estadounidense que inventó la primera lavadora eléctrica automática. Aunque la patente es de 1910, el invento existe desde 1906. Pero, debido a que en esa época la corriente eléctrica no estaba masificada en los hogares americanos, no empezó a popularizarse. Estudió ingeniería.